# روب هوكينز
روب هوكينز (بالإنجليزية: Rob Hawkins)‏ هو لاعب اتحاد الرغبي بريطاني، ولد في 14 أبريل 1983 في تونتون (المملكة المتحدة) في المملكة المتحدة.

## وصلات خارجية
- روب هوكينز على موقع دوري الرغبي الممتاز (الإنجليزية)
- روب هوكينز عل موقع إسبنسكروم (الإنجليزية)
- روب هوكينز على موقع ItsRugby.co.uk (الإنجليزية)